# Dětřich I. (opat)
Opat Dětřich I., OCist. (něm. Theodorich I.) byl cisterciácký mnich a 5. opat kláštera v Oseku v letech 1231–1232.

## Život

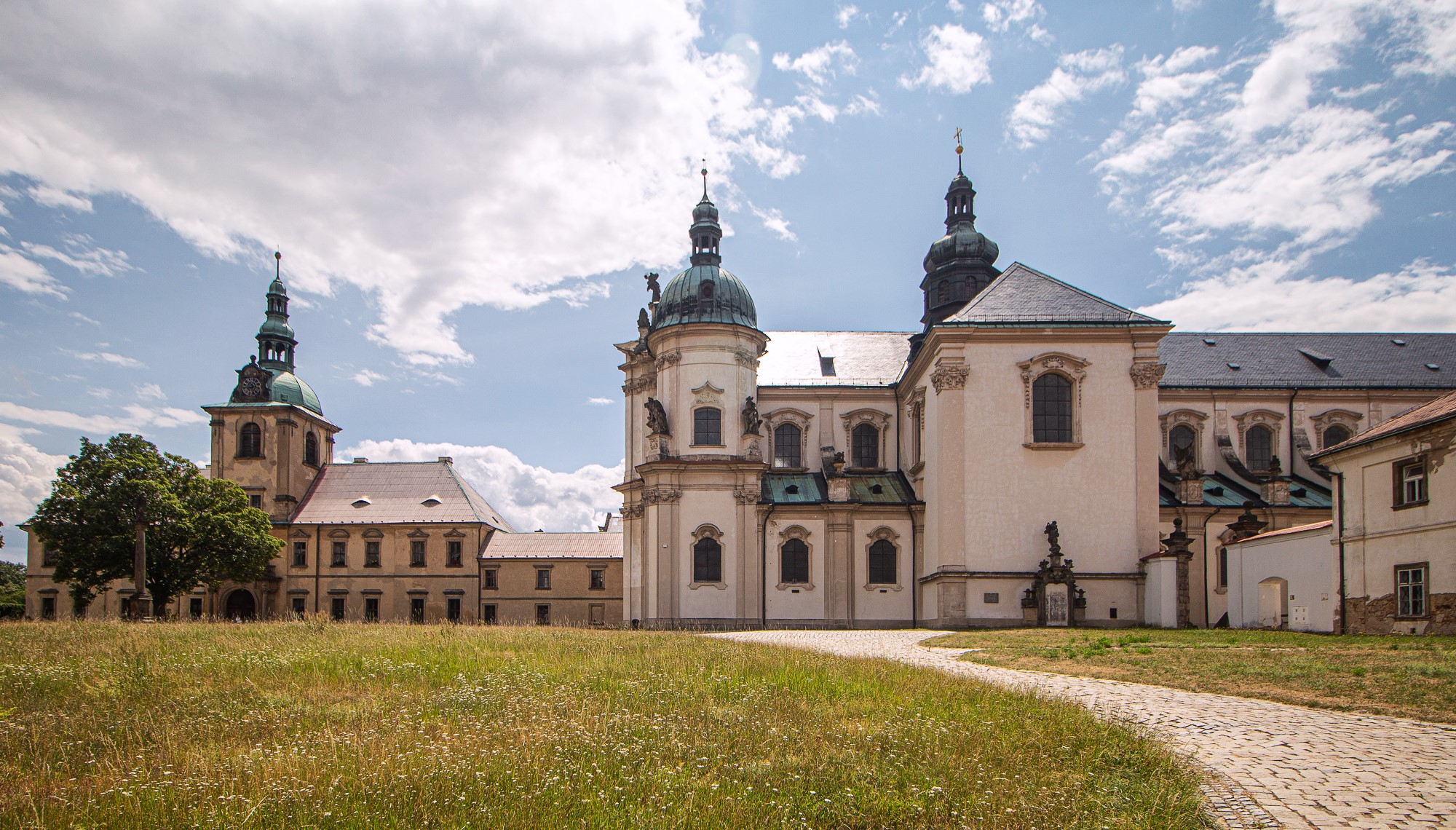
Cisterciácký klášter v Oseku

Do čela oseckého řádového domu se dostal na počátku třicátých let 13. století. První písemná zmínka o něm je v listinách z roku 1231, kdy začal nahrazovat dřevěnou stavbu kláštera za kamennou. Další doklady o jeho působení v opatském úřadu jsou zachyceny v díle Codex diplomaticus et epistolaris regni Bohemiae zahrnující období let 1231–1232.
Po něm nastupuje zřejmě nejslavnější ze středověkých oseckých opatů Slávek.